# 旺镇 (奥地利)
旺镇（德語：Wang）是奥地利下奥地利州沙伊布斯县的一个市镇。总面积19.66平方公里，总人口1294人，人口密度65.8人/平方公里（2005年）。